# Smittium kansense
Smittium kansense är en svampart som beskrevs av Lichtw. & Grigg 1998. Smittium kansense ingår i släktet Smittium och familjen Legeriomycetaceae.   Inga underarter finns listade i Catalogue of Life.